# جامع معمر بن راشد
جامع معمر بن راشد  هو أحد كتب الجوامع في الحديث النبوي عند أهل السنة و الجماعة. جمع فيه أحاديث رسول الله صلى الله عليه وسلم وآثار الواردة عن الصحابة والتابعين ورواها معمر بن راشد (ت: 153هـ).
هو أقدم من كتاب الموطأ لمالك، واشتمل كتابه "جامع معمر" على 1645 حديثًا، بعضها مرفوع إلى النبي ﷺ، وبعضها موقوف على الصحابة رضي الله عنهم من أقوالهم وأفعالهم وأخبارهم، وبعضها من أقوال التابعين في التفسير والفقه والزهد والآداب، وأسانيد معمر عالية، فبينه وبين النبي صلى الله عليه وسلم راويان أو ثلاثة فقط وكتاب جامع معمر مطبوع في مجلدين، ولكون راوي جامع معمر تلميذه عبد الرزاق الصنعاني فقد أُلحق عند الطبع بكتاب المصنف لعبد الرزاق الصنعاني، فهو المجلد العاشر والحادي عشر من المصنف لعبد الرزاق.